# Вельяминовы
Вельяминовы — древний русский дворянский род, потомки московского тысяцкого Протасия (Вельямина) Фёдоровича. Род внесён в Бархатную книгу. Герб помещён в часть V Гербовника (№ 16). Одна из ветвей этого рода усвоила прозвание Воронцовы-Вельяминовы, её герб помещён в часть II Гербовника (№ 22).

## Происхождение и история рода
По родословной легенде, ведёт происхождение от Шимона, сына варяжского князя Африкана, по смерти которого Шимон изгнан был из отечества дядей Якуном Слепым. Шимон пришёл на Русь к Ярославу Мудрому (1027). Участвовал в сражении с половцами на Альте (1060), имел одного только сына Юрия. Несостоятельность этой версии была доказана в начале XIX века.
Родоначальник — боярин Протасий Фёдорович (умер около 1330, VI колено), боярин великого князя Ивана Даниловича Калиты и московский тысяцкий. Внуки его: Фёдор Васильевич по прозванию Воронец, дал роду фамилию Воронцовы и Юрий Грунка, внук которого боярин Вельямин Андреевич (или Фёдорович), родоначальник Вельяминовых (XI колено). Сын Вельямина, боярин Алексей Вельяминович, имел внука боярина Данилу Фёдоровича. Василий Васильевич (или Вениаминович) был последним тысяцким, умер в схиме с именем Варсонофий († 1374), погребён в Богоявленском монастыре. Его вдова Мария Михайловна, была крёстною матерью младшего сына Дмитрия Ивановича Донского — князя Константина Дмитриевича. Окольничий Тимофей Васильевич начальствовал войсками Правой руки в битве на берегах Вожи, где были разбиты татары (11 августа 1378). Боярин Тимофей Васильевич участвовал в походе против хана Мамая и вероятно участник Куликовской битвы (8 сентября 1380). Николай Васильевич, предводительствовал Коломенским полком в Куликовской битве, где и погиб, его имя записано в синодик московского Успенского собора на вечное поминовение.
По версии родословника князя П. В. Долгорукова, родоначальником Вельяминовых является Владимир Фёдорович (XIV колено), дети которого: Афанасий, Злоба и Михаил Владимировичи писались Вельяминовыми.
В XIV веке Вельяминовы занимали видное положение и упомянуты среди московских бояр, окольничих, воевод и тысяцких. Опричником Ивана Грозного записан Останя Ощуров Вельяминов (1573).
Алексей Дементьевич и Иван Матвеевич участвовали в избрании на царство Михаила Фёдоровича (1613). Афанасий Матвеевич погиб при осаде Смоленска († 1634), а Карп Фёдорович под Конотопом († 1659).
Семнадцать представителей рода владели населёнными имениями (1699).
При подаче документов (11 марта 1686), для внесения рода в Бархатную книгу были предоставлены родословная роспись Вельяминовых, выписка из старинного родословца, выписка из родословной росписи однородцев Воронцовых-Вельяминовых, данные документы были приложены к докладной записке боярину Владимиру Дмитриевичу Долгорукову, который постановил (20 марта 1688) о внесении родословия Вельяминовых в Бархатную книгу. Документы в Палату родословных дел предоставил Митрофан Вельяминов.
Потомство Фёдора Сергеевича Вельяминова, вёрстанного поместным окладом в Рязанском уезде (1628—1629), записано в VI части дворянской родословной книги Рязанской губернии, где имеется и другая ветвь Вельяминовых, от Гаврилы и Григория Ивановичей Вельяминовых, а от Михаила Фёдоровича — в VI части дворянской родословной книги Тамбовской губернии.
Вельяминовы-Зерновы не имеют отношения к Протасия Фёдоровича, а составляют отдельный род, но в связи с тем, что указ о разрешении писаться Вельяминовыми-Зерновыми для разделения от поколений других Вельяминовых был издан (1691/92), в исторических документах все писались Вельяминовыми, и трудно прослеживать, кто к какому роду принадлежал.

## Представители

### Тысяцкие
1. Протасий (Вельямин) Фёдорович (? — после 1332) — боярин, московский тысяцкий, один из ближайших сподвижников Даниила Александровича и Ивана I Калиты. Его сын:
  1. Василий Вениаминович Взолмень[9]. Его сыновья:
    1. Вельяминов, Василий Васильевич (?—1374) — последний московский тысяцкий.
      1. Вельяминов, Иван Васильевич (сын тысяцкого) (?—1378) — казнён за измену
      2. Вельяминов, Микула Васильевич — погиб на Куликовом поле
      3. Вельяминов, Полиевкт Васильевич

    2. Вельяминов, Фёдор Васильевич (Воронец)
    3. Вельяминов, Тимофей Васильевич (ум. после 1389) — руководил переправой через Оку и действиями большого полка в Куликовской битве (1380)
    4. Юрий Васильевич Грунка-Вельяминов, в Куликовской битве — второй воевода полка правой руки; боярин великого князя московского Василия I.

|              |              |              |              |                |                |                |                |                |                |                |                |                |                |               |               | Протасий Фёдорович (после 1332) |               |          |          |                      |                      |                      |                      |                      |                      |  |  |             |             |             |             |             |             |  |  |  |  |  |  |  |  |
|              |              |              |              |                |                |                |                |                |                |                |                |                |                |               |               |                                 |               |          |          |                      |                      |                      |                      |                      |                      |  |  |             |             |             |             |             |             |  |  |  |  |  |  |  |  |
|              |              |              |              |                |                |                |                |                |                |                |                |                |                |               |               | Василий Взолмень (1356)         |               |          |          |                      |                      |                      |                      |                      |                      |  |  |             |             |             |             |             |             |  |  |  |  |  |  |  |  |
|              |              |              |              |                |                |                |                |                |                |                |                |                |                |               |               |                                 |               |          |          |                      |                      |                      |                      |                      |                      |  |  |             |             |             |             |             |             |  |  |  |  |  |  |  |  |
|              |              |              |              |                |                |                |                |                |                |                |                |                |                |               |               |                                 |               |          |          |                      |                      |                      |                      |                      |                      |  |  |             |             |             |             |             |             |  |  |  |  |  |  |  |  |
|              |              |              |              | Василий (1374) | Василий (1374) | Василий (1374) | Василий (1374) | Василий (1374) | Василий (1374) |                |                | Фёдор Воронец  | Фёдор Воронец  | Фёдор Воронец | Фёдор Воронец | Фёдор Воронец                   | Фёдор Воронец |          |          | Тимофей (после 1389) | Тимофей (после 1389) | Тимофей (после 1389) | Тимофей (после 1389) | Тимофей (после 1389) | Тимофей (после 1389) |  |  | Юрий Грунка | Юрий Грунка | Юрий Грунка | Юрий Грунка | Юрий Грунка | Юрий Грунка |  |  |  |  |  |  |  |  |
|              |              |              |              | Василий (1374) | Василий (1374) | Василий (1374) | Василий (1374) | Василий (1374) | Василий (1374) |                |                | Фёдор Воронец  | Фёдор Воронец  | Фёдор Воронец | Фёдор Воронец | Фёдор Воронец                   | Фёдор Воронец |          |          | Тимофей (после 1389) | Тимофей (после 1389) | Тимофей (после 1389) | Тимофей (после 1389) | Тимофей (после 1389) | Тимофей (после 1389) |  |  | Юрий Грунка | Юрий Грунка | Юрий Грунка | Юрий Грунка | Юрий Грунка | Юрий Грунка |  |  |  |  |  |  |  |  |
|              |              |              |              |                |                |                |                |                |                |                |                |                |                |               |               |                                 |               |          |          |                      |                      |                      |                      |                      |                      |  |  |             |             |             |             |             |             |  |  |  |  |  |  |  |  |
| Иван (1378†) | Иван (1378†) | Иван (1378†) | Иван (1378†) | Иван (1378†)   | Иван (1378†)   |                |                | Микула (1380†) | Микула (1380†) | Микула (1380†) | Микула (1380†) | Микула (1380†) | Микула (1380†) |               |               | Полиевкт                        | Полиевкт      | Полиевкт | Полиевкт | Полиевкт             | Полиевкт             |                      |                      |                      |                      |  |  |             |             |             |             |             |             |  |  |  |  |  |  |  |  |

### Московское княжество и Русское царство
1. Вельяминов, Василий Фёдорович — боярин удельного дмитровского князя Юрия Васильевича
  1. Вельяминов, Иван Васильевич (Обляз) — окольничий и воевода, служил трём удельным князьям. Имел трёх сыновей Андрея, Семёна и Никиту Семейку
  2. Вельяминов, Иван Васильевич (Щадра) (? — 1552) — окольничий, затем боярин и воевода на службе московского князя Василия III и царя Ивана IV Грозного.
    1. Вельяминов, Василий Иванович (Шадрин) — воевода и боярин князя Юрия Ивановича, дипломат на службе московскому князю Василию III.
    2. Вельяминов, Афанасий Иванович

### Российская империя
- Вельяминов, Степан Лукич (1670—1737) — генерал-майор, президент Малороссийской коллегии.
- Вельяминов, Александр Иванович (1742 — до 1794) — надворный советник. Его сыновья:
  - Вельяминов, Алексей Александрович (1785—1838) — русский военачальник, генерал-лейтенант.
  - Вельяминов, Иван Александрович (1771—1837) — Западно-Сибирский генерал-губернатор, генерал от инфантерии.
- Вельяминов, Николай Степанович (1780—1853) — генерал-лейтенант, герой войн против Наполеона, начальник штаба Отдельного Литовского корпуса.
  - Вельяминов, Николай Николаевич (1822—1892) — русский генерал, участник русско-турецкой войны 1877—1878 гг.
    - Вельяминов, Александр Николаевич (1863 — после 1934) — статский советник, ставропольский губернатор.
    - Вельяминов, Григорий Николаевич (?—1910) — начальник Московского удельного округа, в честь которого, по одной из версий, названа Вельяминовская улица в Москве.

  - Вельяминов, Константин Николаевич (1827—1887) — генерал-лейтенант, председатель дирекции санкт-петербургского отделения Императорского Русского музыкального общества.
- Вельяминов, Николай Александрович (1855—1920) — русский военный врач, академик, лейб-хирург, генерал-лейтенант.

### СССР и постсоветский период
- Вельяминов, Пётр Сергеевич (1926—2009) — советский и российский актёр театра и кино, народный артист РСФСР.
- Вельяминова, Вера Николаевна (1926—2017) — советская и российская актриса, артистка Александринского театра, заслуженная артистка РСФСР (1982), двоюродная сестра П. С. Вельяминова.
- Вельяминова, Екатерина Петровна (род. 1953) — советская театральная актриса, заслуженная артистка России, дочь П. С. Вельяминова.
- Вельяминова, Людмила Алексеевна (1923—2012) — советская театральная актриса, заслуженная артистка РСФСР, жена П. С. Вельяминова.

## Описание герба
Щит разделён перпендикулярно на две части, из коих в правой в золотом поле изображена половина Орла белаго в золотой на главе Короне. В левой части в красном поле означены крестообразно три Палицы, имеющия рукоятки и копья золотыя. Щит увенчан обыкновенным дворянским шлемом с дворянскою на нём Короною и тремя страусовыми перьями. Намёт на щите красный, подложенный золотом.
— Герб рода Вельяминовых внесен в Часть 2 Общего гербовника дворянских родов Всероссийской империи, стр. 22

## Вельяминовы, известные из документов допетровской эпохи
Неизвестно к какому из двух родов (Вельяминовы или Вельяминовы-Зерновы) они принадлежали.
- Вельяминов Юрий Иванович — воевода в Пскове (1600).
- Вельяминов Пётр Дмитриевич — воевода в Ряжске (1600—1603).
- Вельяминов Андрей Петрович — воевода в Ливнах (1602).
- Вельяминов Третьяк Григорьевич — воевода в Ивангороде (1602).
- Вельяминов Борис Михайлович — стольник, воевода в Пронске (1602), Михайлове (1603).
- Вельяминов Григорий Игнатьевич — воевода в Смоленске (1602—1605). (два раза).
- Вельяминов Игнатий Иванович — воевода в Цывильске (1608), Переславле-Залесском (1616—1619).
- Вельяминов Михаил Андреевич — воевода во Владимире на Клязьме (1608—1609).
- Вельяминов Никита Дмитриевич — воевода в Костроме (1609), Пскове (1613—1614), Дорогобуже (1615), Терках (1616—1620), на Двине (1624).
- Вельяминов Василий — воевода в Уржуме (1610).
- Вельяминов Роман Андреевич — воевода в Новгороде-Великом (1610).
- Вельяминов Иван Петрович — воевода в Кадоме (1612—1613), Курмыше (1619—1620).
- Вельяминов Богдан Андреевич — воевода в Болхове (1615).
- Вельяминов Гаврила Григорьевич — воевода в Сургуте (1615—1619).
- Вельяминов Иван Яковлевич — воевода в Пелыме (1615—1619).
- Вельяминов Данила Афанасьевич — воевода в Туринске (1615—1617), Березове (1619).
- Вельяминов Фёдор Тулупович — воевода в Самаре (1615—1619).
- Вельяминов Мирон Андреевич — воевода в Новгороде-Великом (1617—1619), Калуге (1620—1621), Тобольске (1625—1627), Вязьме (1632—1634), Казани (1636), Воронеже (1638—1640).
- Вельяминов Яков Андреевич — воевода в Старице (1618—1619).
- Вельяминов Фёдор Кириллович — воевода в Алатыре (1619).
- Вельяминов Сила Яковлевич — воевода в Таре (1620—1622).
- Вельяминов Пётр Никитич — воевода в Пелыме (1621), Шуе (1630).
- Вельяминов Иван Матвеевич — воевода в Пелыме (1623), Мценске (1632).
- Вельяминов Фёдор Немирович — воевода в Кременске (1625—1629).
- Вельяминов Влас Иванович — стольник патриарха Филарета (1627), московский дворянин (1629—1636) (постригся в 1642).
- Вельяминовы: Петр Богданович, Павел Михайлович, Никита Константинович, Никита Гаврилович, Михаил Григорьевич и Михаил Петрович — патриаршие стольники (1627—1629).
- Вельяминов Иван Петрович — московский дворянин (1627—1640), стольник (1671), стольник царицы Натальи Кирилловны (1676), комнатный стольник царя Ивана Алексеевича (1676—1692).
- Вельяминов Мирон Андреевич — московский дворянин (1627—1640), окольничий (1640) († 1641).
- Вельяминовы: Фёдор Петрович, Фёдор Максимович, Фёдор Константинович, Никифор Никифорович, Никита Дмитриевич, Максим Данилович, Максим и Степан Михайловичи, Константин Иванович, Степан, Иван и Сила Яковлевичи, Иван Матвеевич, Данила Леонтьевич, Гавриил Андреевич, Григорий и Фёдор Гавриловичи, Борис Карпович, Андрей и Семён Степановичи — московские дворяне (1627—1658).
- Вельяминов Иван — воевода в Старице (1629—1630).
- Вельяминов Фёдор Петрович — воевода в Торжке (1630).
- Вельяминов Гаврила Андреевич — воевода в Суздале (1636—1638).
- Вельяминов Никифор Семёнович — воевода в Сапожке (1636—1637).
- Вельяминов Степан Михайлович — воевода в Белёве (1636—1638), Торопце (1653), Полоцке (1660—1661).
- Вельяминов Андрей Степанович — воевода в Сургуте (1638—1639), Тамбове (1648—1649), Смоленске (1659).
- Вельяминов Алексей Петрович — московский дворянин (1640—1658).
- Вельяминов Степан — воевода в Кайгородке (1643), Усмани (1645—1647).
- Вельяминов Андрей — воевода в Крапивне (1644), Ржеве (1655—1656).
- Вельяминов Никифор Ратманович — московский дворянин (1627—1658), воевода в Зарайске (1646—1647).
- Вельяминов Никита Андреевич — стольник, воевода в Полоцке (1660), Торопце (1662—1663), Полоцке (1663), Томске (1667—1671).
- Вельяминов Данила Андреевич — стольник (1658—1686), воевода в Тобольске (1668).
- Вельяминов Пётр Борисович — стольник (1671), стольник царицы Натальи Кирилловны (1676), стольник (1686—1692).
- Вельяминов Никита Кузьмич — московский дворянин (1640—1668), воевода в Туле (1673), походный московский дворянин царицы Натальи Кирилловны в (1676—1677).
- Вельяминовы: Степан Петрович, Алексей Борисовичи — стольники царицы Натальи Кирилловны (1676), стольник (1686).
- Вельяминов Епифан Никитич — стряпчий (1658), стольник (1659—1686), воевода в Ливнах (1678).
- Вельяминов Иван Никитич — стряпчий (1680), московский дворянин (1681), воевода в Кайгородке (1682), стольник (1686).
- Вельяминов Лев Андреевич — воевода в Ельце (1665), Сургуте (1681—1684).
- Вельяминовы: Юрий Иванович, Семён Яковлевич, Лев Миронович, Лев Никифорович, Иван Михайлович, Тимофей, Емельян и Еремей Степановичи — московские дворяне (1676—1692).
- Вельяминовы: Пётр Епифанович, Иона и Кузьма Борисовичи, Пётр, Данила и Дмитрий Ивановичи — стольники царицы Прасковьи Фёдоровны (1686—1692).
- Вельяминов Александр Матвеевич — стольник царицы Евдокии Фёдоровны (1686—1692).
- Вельяминовы: Яков Львович, Никита Петрович, Михаил и Осип Семёновичи, Кирилл Фёдорович, Иван и Матвей Никифоровичи, Иван и Тимофей Ивановичи, Никита, Матвей, Иван и Лев Андреевичи, Иван Данилович, Дмитрий и Пётр Степановичи, Василий Петрович, Василий Кириллович, Борис Бонифантьевич, Афанасий Леонтьевич, Андрей и Роман Никитичи — стольники (1658—1692)[10][11].